# イサクとヤコブ (リベーラ)
『イサクとヤコブ』（西: Isaac y Jacob、英: Isaac and Jacob）は、スペインのバロック絵画の巨匠ホセ・デ・リベーラが1637年にキャンバス上に油彩で制作した絵画である。絵画は、『旧約聖書』の「創世記」(27章:1-29) に記述されている出来事を表している。イサクは族長の座を長男のエサウに譲るつもりであったが、次男のヤコブが兄になりすまして祝福を受ける場面である。作品は、1918年以降マドリードのプラド美術館に所蔵されている。

## 歴史
誰がこの作品をスペイン王室のコレクションのために委嘱したかは何もわかっていない。しかし、作品が制作された1637年はリベーラにとって極めて重要な年であった。画家は、この年にナポリ総督となった第2代メディナ・デ・ラス・トレス公爵 (II Duke of Medina de las Torres) の委嘱により、彼とスペイン王室のために絵画の制作を始めたからである。
1734年に、おそらく作品はマドリードの旧王宮の「鏡の間」にあったが、同年に起きた火災のために移動された。さらに新たに造営されたマドリード王宮に移され、スペイン独立戦争まで王宮に所蔵されていた。戦争後は、王立サン・フェルナンド美術アカデミーに移され、最終的に1854年、プラド美術館に収蔵された。

## 作品

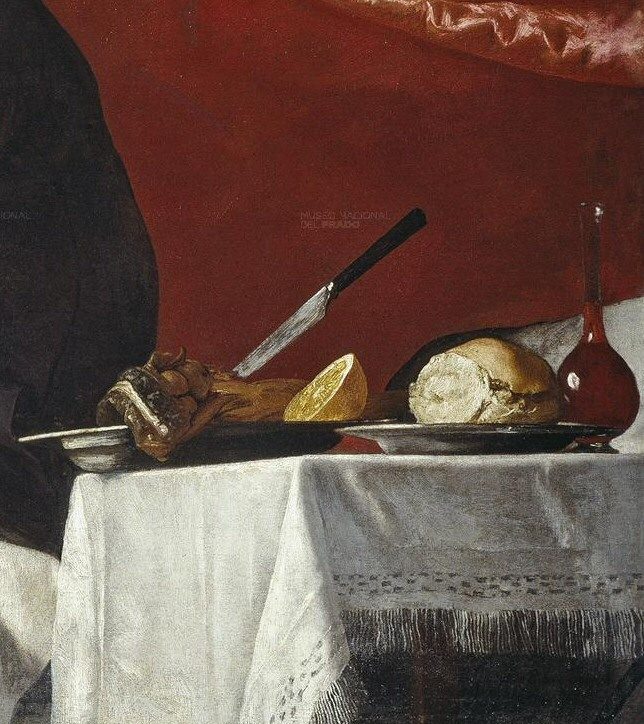
絵画の部分 (静物)

絵画は、「創世記」(27章:1-29) に記述されている出来事を表している。母のリベカに助けられて、ヤコブが盲目で老齢の父イサクを欺き、兄のエサウに与えられるはずの祝福を受ける。兄の毛深い腕を真似るために、ヤコブは自分の腕を羊の毛皮で覆う。この主題は17世紀のイタリアの画家の間では非常に一般的な主題であったが、生涯のほとんどをナポリで過ごしたリベラを別とすれば、スペインではほとんど描かれなかった。
すべての批評家がリベーラの最も円熟した作品の1つとみなす本作には、半身像の人物が描かれている。画家は、登場人物がそれぞれ誰であるかを個性的な表情やポーズで鑑賞者に伝え、ほとんど劇場的場面を創造している。イサクはベッドに横たわりながら、ヤコブの腕を触っている。リベーラは、この作品の主題を「五感」の寓意であるかのように扱っている。「触覚」が盲目のイサクの「視覚」の欠如を埋め合わせなければならないのである。
ヤコブはベッドのわきに腰かけ、躊躇しつつイサクに手を伸ばしている。リベカはヤコブを右手でイサクの方に押し、イサクを騙すようけしかけている。彼女は鑑賞者をまっすぐに見て、鑑賞者を陰謀の共犯者にしている。左側には、何も知らずに狩りから帰ってきたエサウが見える。エサウは以前、ヤコブに1杯の豆のスープと引き換えに跡継ぎの座を明け渡すと空約束をしていた。
本作では、画家がヴェネツィア派美術に傾倒しつつあることがうかがえる色彩と自然主義的明暗法が見事に融合している。色彩に加え、揺らめくような光を用いることで、鑑賞者が場面を感じ取り、事物に触れ、布と羊の毛皮の手触りを感じるようにしており、人物たちの顔に驚くべき写実性を付与している。画面の右側にある静物 (リベーラがほとんど描かかなったもの) は見事で、後の画家たちによるこの主題の絵画にとって確かな参照となるものであった。
この絵画の視点は焦点が非常に低く、横長の形式は下から見上げるように描かれたことを示唆している。おそらく、ドアの上か窓の上に配置されたのであろう。